# Amakusanthura motasi
Amakusanthura motasi là một loài chân đều trong họ Anthuridae. Loài này được Negoescu miêu tả khoa học năm 1980.